# Cabo (telenovela)
Cabo é uma telenovela mexicana produzida por José Alberto Castro para TelevisaUnivision e exibida pelo Las Estrellas de 24 de outubro de 2022 a 17 de fevereiro de 2023, substituindo La madrastra e sendo substituída por El amor invencible.
É uma adaptação da telenovela mexicana Tú o nadie, produzida em 1985, da qual se originou Acapulco, cuerpo y alma, que serviu de base para o roteiro desta nova versão.
Protagonizada por Bárbara de Regil e Matías Novoa e antagonizada por Eva Cedeño, Diego Amozurrutia, Mar Contreras, Maria Chacon, Markin Lopez, Sofía Rivera Torres e Felicia Mercado e atuaçãoes estelares de Fabiola Campomanes, Raul Coronado, Carlos Athié, Bárbara Torres, Gonzalo Vega Jr.,  Lorena Sevilla, Christian de la Campa e Rafael Novoa e com participação dos primeiros atores Rebecca Jones (substituída por Azela Robinson), Rafael Inclán, Roberto Ballesteros, Arlette Pacheco e Sérgio Klainer.
Em Portugal, a telenovela é exibida na SIC Caras desde 9 de maio de 2025.

## Enredo
Cabo conta a história de Sofía Chávez (Bárbara de Regil), uma bela jovem que se casa perdidamente apaixonada por "Alejandro" (Diego Amozurrutia), um jovem empresário com um interesse particular por Sofía. Depois de se casar, "Alejandro" conta a ela que deveria partir para tratar de negócios, sem imaginar, principalmente Sofía, que seria a última vez que se veriam juntos desde que “Alejandro” sofre um acidente de avião causando sua ″suposta morte″.
Com o coração partido, Sofía decide viajar para Los Cabos para conhecer a família de seu falecido marido. Sem imaginar que ao chegar, sua vida mudará para sempre, pois reencontra "Alejandro", que estava vivo e ileso do acidente, além de descobrir que tal jovem não é o homem que aparentava ser bom e simples com com quem se casou. O jovem confessa a ela que seu nome verdadeiro é Eduardo, argumentando que usurpou o nome de seu meio-irmão para que ela, legalmente, se casasse com o verdadeiro Alejandro (Matías Novoa), que realmente estava em no momento da queda do avião, para herdar a fortuna de Alejandro e Sofía.
Com confusão e decepção ao mesmo tempo, Sofía não concorda em continuar com os planos de Eduardo, mas ele, vendo que ela não quer fazer parte, ameaça Sofía de prender seu pai, incriminando-o como o responsável pela queda do avião em que Alejandro morreu.
Porém, uma reviravolta inesperada faz com que o verdadeiro Alejandro seja salvo do acidente, voltando para sua casa recuperado dos ferimentos, após ser resgatado por alguns pescadores, pois ficará surpreso por ter uma esposa de quem não se lembra de nada.
Para Sofía, ela não terá escolha a não ser continuar com a mentira de Eduardo, sem imaginar que nascerá um amor emocionante e intenso entre ela e o verdadeiro Alejandro.

## Elenco
- Bárbara de Regil - Sofía Chávez Pérez de Noriega
- Matías Novoa - Alejandro Noriega Alarcón
- Eva Cedeño - Isabela Escalante Manrique
- Diego Amozurrutia - Eduardo Torres Alarcón
- Rebecca Jones - Lucia Alarcón Vda. de Noriega #1
- Azela Robinson - Lucía Alarcón Vda. de Noriega #2
- Rafael Inclán - Francisco "Poncho" Chávez
- Mar Contreras - Vanesa Noriega Alarcón de Castillo
- Roberto Ballesteros - Fausto Cabrera
- Fabiola Campomanes - Malena Sánchez
- Maria Chacon - Rebeca Chávez Pérez
- Arlette Pacheco - Guadalupe Gutiérrez de Cabrera
- Raul Coronado - Alan Ortega
- Carlos Athié - Ernesto Castillo
- Bárbara Torres - Carmen Pérez
- Gonzalo Vega Jr. - Luís Sánchez
- Markin Lopez - Álvaro Ruiz Díaz
- Sofía Rivera Torres - Karen Escalante Manrique de Torres
- Lorena Sevilla - Blanca "Blanquita" Cabrera Gutiérrez
- Felicia Mercado - Jimena Manrique Vda. de Escalante
- Sergio Kleiner - Hugo Reyes
- Fernando Robles - Ulises
- Christian de la Campa - Maximiliano "Max" Rivas
- Rafael Novoa - Miguel Cantú
- Fernando Landart - Mateo

## Produção

### Desenvolvimento
No final de maio de 2022, foi noticiado através da coluna de Juan José Origel para o jornal El Sol de México, que o produtor José Alberto Castro estaria interessado em reproduzir uma versão da novela de 1985, Tú o nadie. a novela começou a ser filmada em 18 de julho de 2022.

### Seleção de elenco
Em 6 de julho de 2022, foi noticiado que Bárbara de Regil foi escolhida para o papel-título feminino, fazendo sua estreia na TelevisaUnivision após ter colaborado anteriormente com a TV Azteca e a Telemundo.

## Exibição
Foi exibida pelo canal de Las Estrellas no dia 24 de outubro de 2022 a 17 de fevereiro de 2023, substituindo La madrastra e sendo substituída por El amor invencible.
Foi exibida de 11 de Abril a 7 de Outubro de 2023, pela Zap Novelas, com o título ‘Cabo: Amor e Desejo’, sendo substituída pela série turca “Tuzak”.

## Audiência
| Horário               | # Eps. | Estreia               | Estreia           | Final                   | Final           | Posição | Temporada | Classificação geral |
| Horário               | # Eps. | Data                  | Primeiro capítulo | Data                    | Último capítulo | Posição | Temporada | Classificação geral |
| --------------------- | ------ | --------------------- | ----------------- | ----------------------- | --------------- | ------- | --------- | ------------------- |
| Segunda – Sexta 21h30 | 85     | 24 de outubro de 2022 | 3.2               | 17 de fevereiro de 2023 | 4.7*            | #1      | 2022-2023 | 3.4                 |

*Teve um alcance de 12.2 milhões de telespectadores.